# Vorstendom Eichstätt

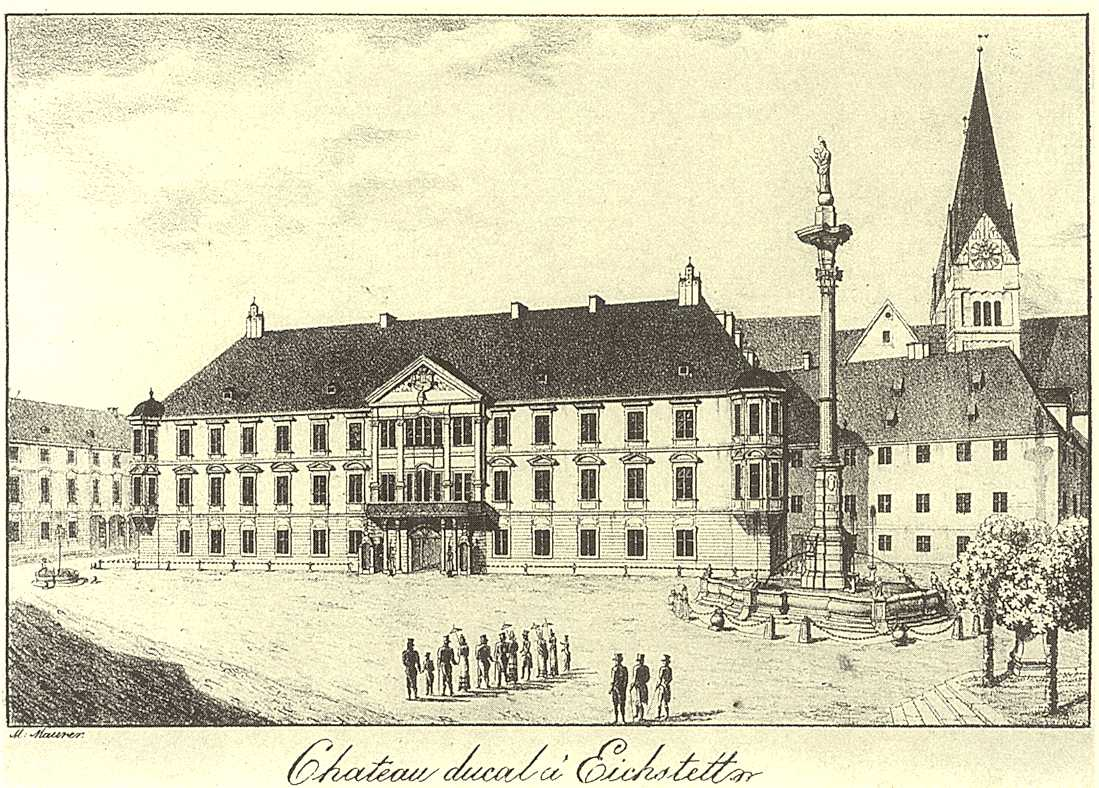
De residentie van de vorsten in Eichstätt

Het vorstendom Eichstätt was een gemediatiseerd vorstendom in het koninkrijk Beieren dat tussen 1817 en 1833 bestond en een gebied omvatte rond Eichstätt met ongeveer 24.000 inwoners. De eigenaars van het vorstendom waren de hertogen van Leuchtenberg. In 1833 kocht Beieren het vorstendom terug en uiteindelijk ook, in 1855, voor drie miljoen Beierse gulden, de overblijvende bezittingen van de erven van Leuchtenberg.
Prinsen:
1. Eugène de Beauharnais (1781–1824), 1817 Beierse hertog van Leuchtenberg.
2. Auguste de Beauharnais (1810–1835), tweede hertog van Leuchtenberg sinds 1824, zoon van de voorganger.